# Cecropis daurica
La rondine rossiccia (Cecropis daurica Laxmann, 1769) è un piccolo uccello passeriforme della famiglia delle rondini.

## Descrizione

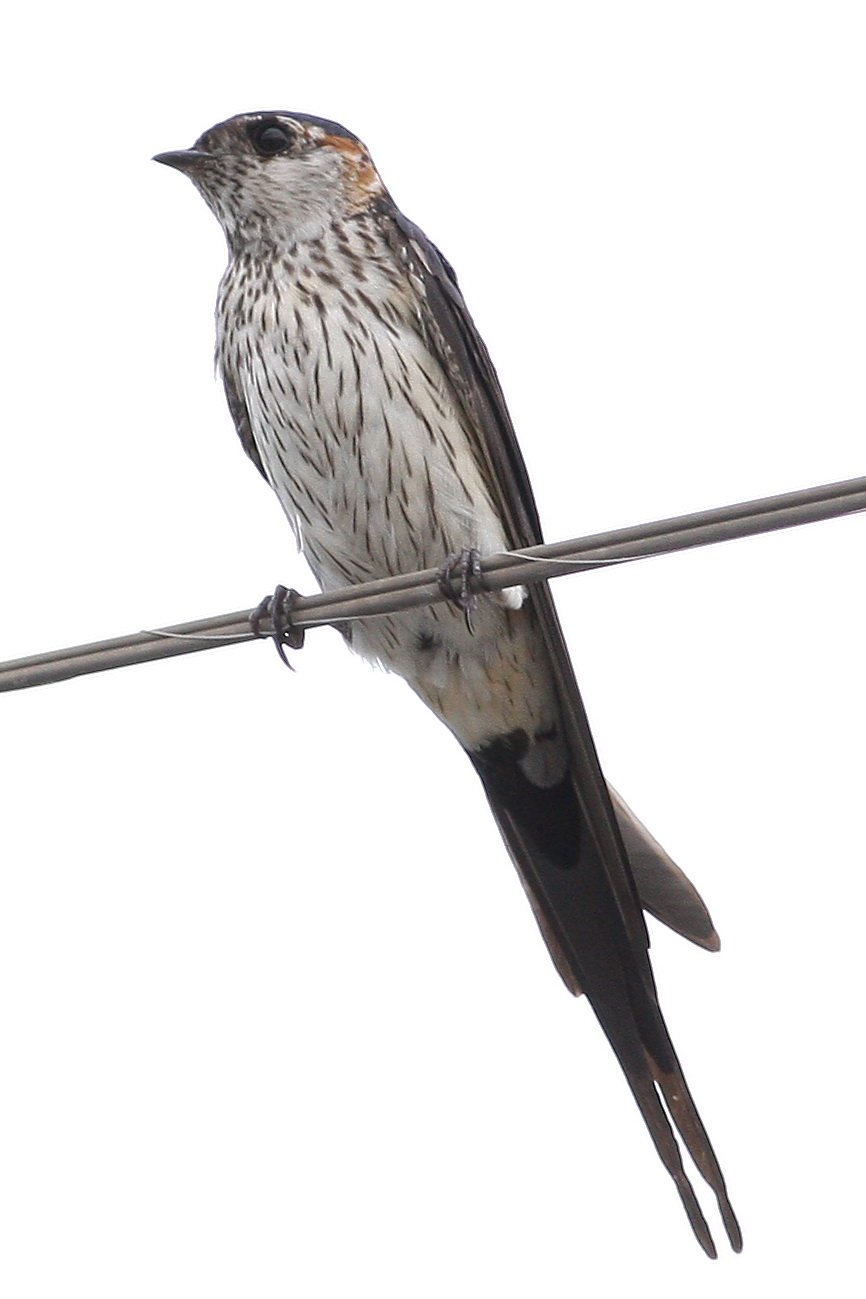
Rondine rossiccia (ssp. japonica) su un cavo

Le rondini rossicce sono lunghe 18-20cm, piuttosto simili nelle abitudini e nell'aspetto agli altri insettivori aerei, come le rondini comuni loro parenti e i rondoni (ordine Apodiformi), che però non sono imparentati con esse. Hanno il dorso azzurro e il ventre color cenere.
Ricordano le rondini comuni, ma hanno il ventre più scuro e il groppone, la faccia e il collare di colore pallido o rossastro. Non hanno alcuna banda sul petto, ma hanno il sottocoda nero. Sono rapide volatrici e catturano insetti in volo. Hanno ali larghe e appuntite.

## Biologia

### Riproduzione

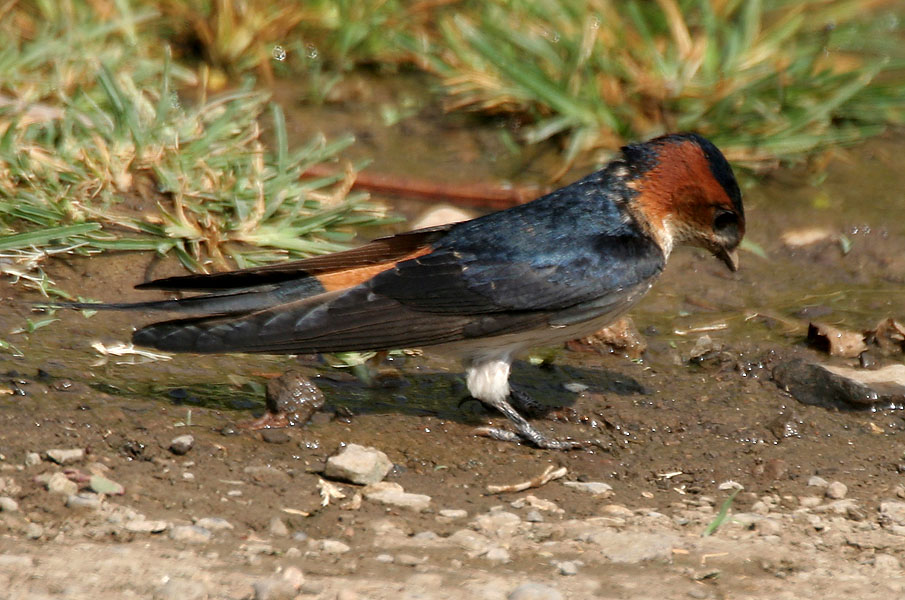
Rondine rossiccia (ssp. erythropygia) che raccoglie fango per il nido

Cecropis daurica

Le rondini rossicce nidificano in nidi a forma di semisfera, muniti di una galleria per entrare, edificati con il fango raccolto col loro becco e vi depongono 3-6 uova. Normalmente nidificano sotto le sporgenze rocciose dei loro rifugi montani, ma si adattano facilmente anche ad edifici come moschee e ponti. In Italia nidificano da marzo ad agosto. Normalmente non formano grandi colonie riproduttrici, ma al di fuori della stagione riproduttiva sono gregarie. Sulle pianure dell'India si possono vedere in una sola volta molte centinaia di questi uccelli.

### Alimentazione
Si nutre di insetti che cattura in volo.

## Distribuzione e habitat
Nidifica nelle zone collinari aperte delle regioni temperate di Europa meridionale e Asia, dal Portogallo e dalla Spagna fino al Giappone, all'India e all'Africa tropicale. In Italia nidifica regolarmente lungo il versante occidentale dell'isola d'Elba e nel Gargano. Gli uccelli indiani e africani sono stanziali, ma quelli europei e delle altre regioni asiatiche sono migratori. Svernano in Africa o in India e possono spingersi perfino sull'Isola di Christmas e in Australia settentrionale.

## Sistematica
Sono note le seguenti sottospecie:
- Cecropis daurica daurica (Laxmann, 1769)
- Cecropis daurica japonica (Temminck & Schlegel, 1845)
- Cecropis daurica nipalensis (Hodgson, 1837)
- Cecropis daurica erythropygia (Sykes, 1832)
- Cecropis daurica rufula (Temminck, 1835)
- Cecropis daurica melanocrissus (Rüppell, 1845)
- Cecropis daurica kumboensis (Bannerman, 1923)
- Cecropis daurica emini (Reichenow, 1892)